# باریکانو
باریکانو شهری در ماد بود که توسط سارگون دوم پادشاه آشور در سال ۷۱۶ پیش از میلاد فتح گردید و مجبور شد که به آشوریان خراج بپردازد. در سال ۷۱۴ پیش از میلاد، در طی هشتمین لشکرکشی سارگون دوم علیهٔ ماد، وی خراج‌هایی همچون اسب، قاطر، گاو و گوسفند از ساتارپانو، فرمانروای باریکانو دریافت کرد. در سنگ‌نوشته‌ای از سارگون دوم که در سال ۷۱۳ پیش از میلاد نوشته‌شده، به مکان مشابهی با فرمانروایی به‌نام ساتارپانو به‌عنوان «کشور» اشاره شده است.